# ラ・ゴディヴェル
ラ・ゴディヴェル （La Godivelle）は、フランス、オーヴェルニュ＝ローヌ＝アルプ地域圏、ピュイ＝ド＝ドーム県のコミューン。県で最も標高が高く、そして人口が最も少ないコミューンである。

## 地理
ラ・ゴディヴェルの小さな村落は、モン・ドレ山地の南、セザリエ山地の中にある。クレルモン＝フェランの南西約70kmのところにある。ヴォルカン・ドーヴェルニュ地域圏自然公園の一部である。

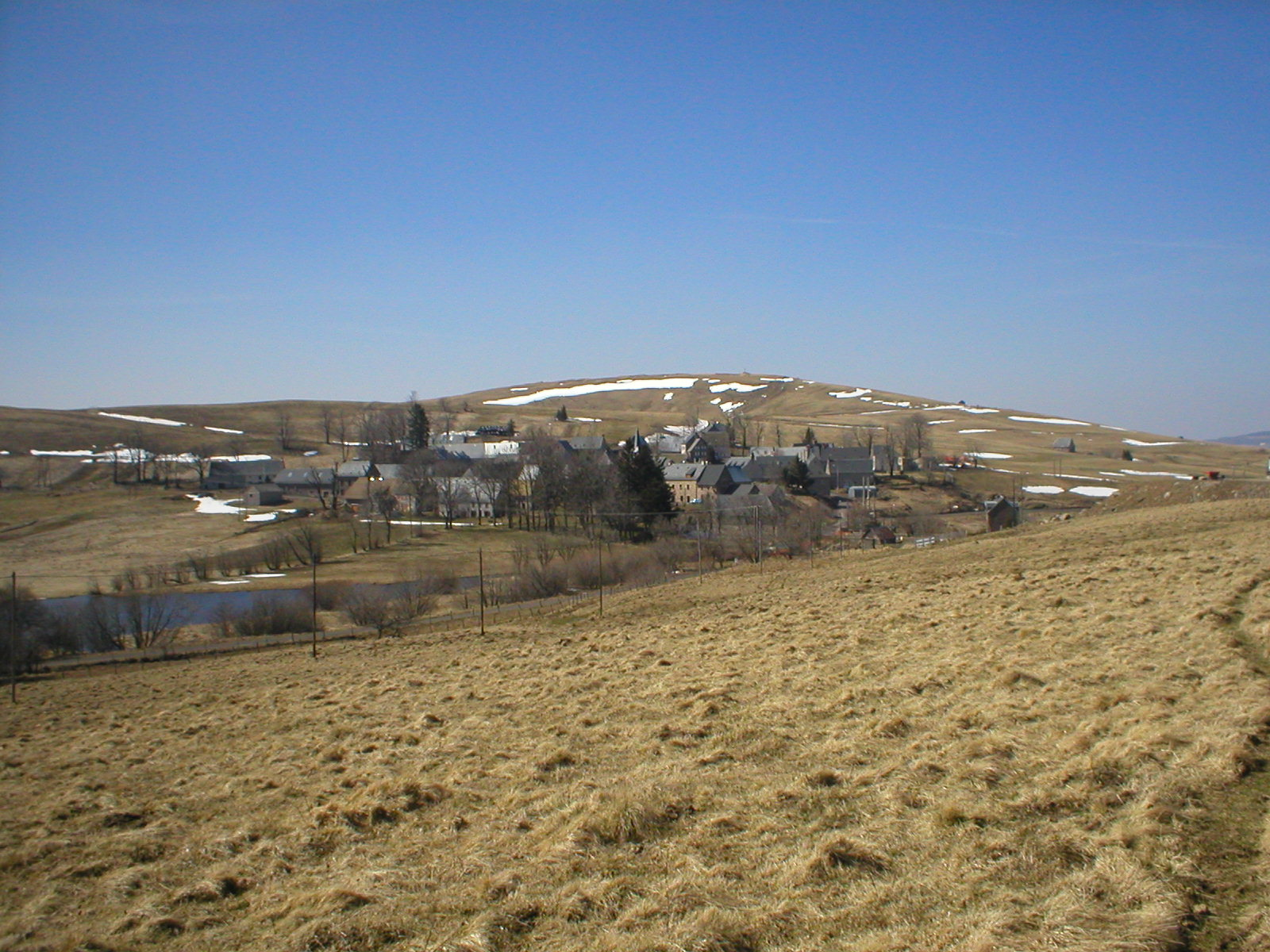
ラ・ゴディヴェルの村落。左側はアン・バ湖

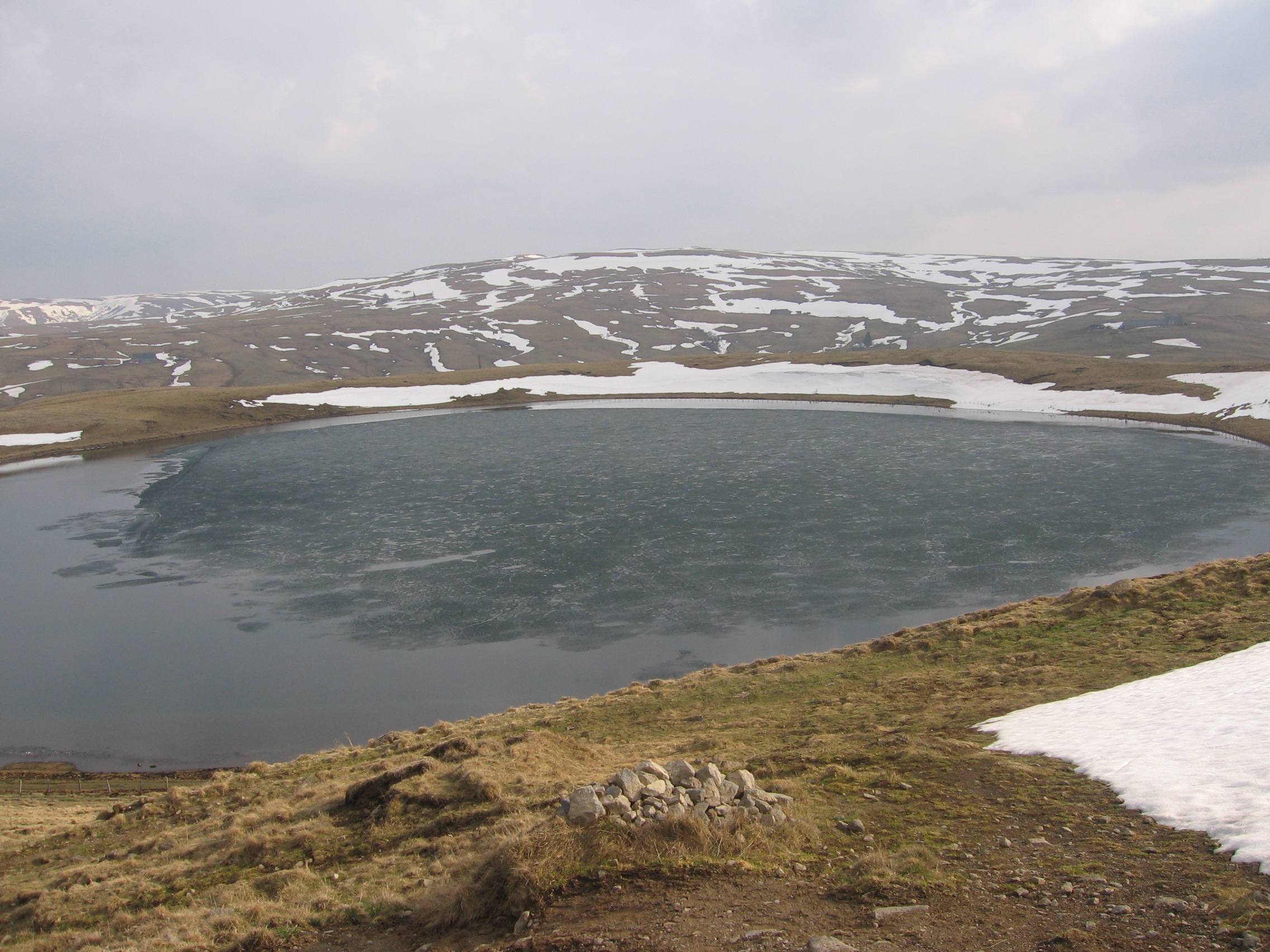
アン・オー湖

ラ・ゴディヴェルには2つの湖があり、それぞれアン・オー（上側の湖）、アン・バ（下側の湖）と呼ばれている。
- アン・オーは標高1239mのところにある。もとの火口が湖になっている。円形である[2]。ヨーロッパで最も栄養に乏しい湖の1つである[3]。
- アン・バは氷河によってつくりだされた湖で、アン・オーよりやや低い標高1200mのところにある[4]。サンテール湖とともに泥沼を形成する。

## 人口統計
| 1962年 | 1968年 | 1975年 | 1982年 | 1990年 | 1999年 | 2006年 | 2012年 |
| ------ | ------ | ------ | ------ | ------ | ------ | ------ | ------ |
| 110    | 106    | 70     | 62     | 38     | 27     | 22     | 21     |

source=1999年までLdh/EHESS/Cassini、2004年以降INSEE

## 史跡

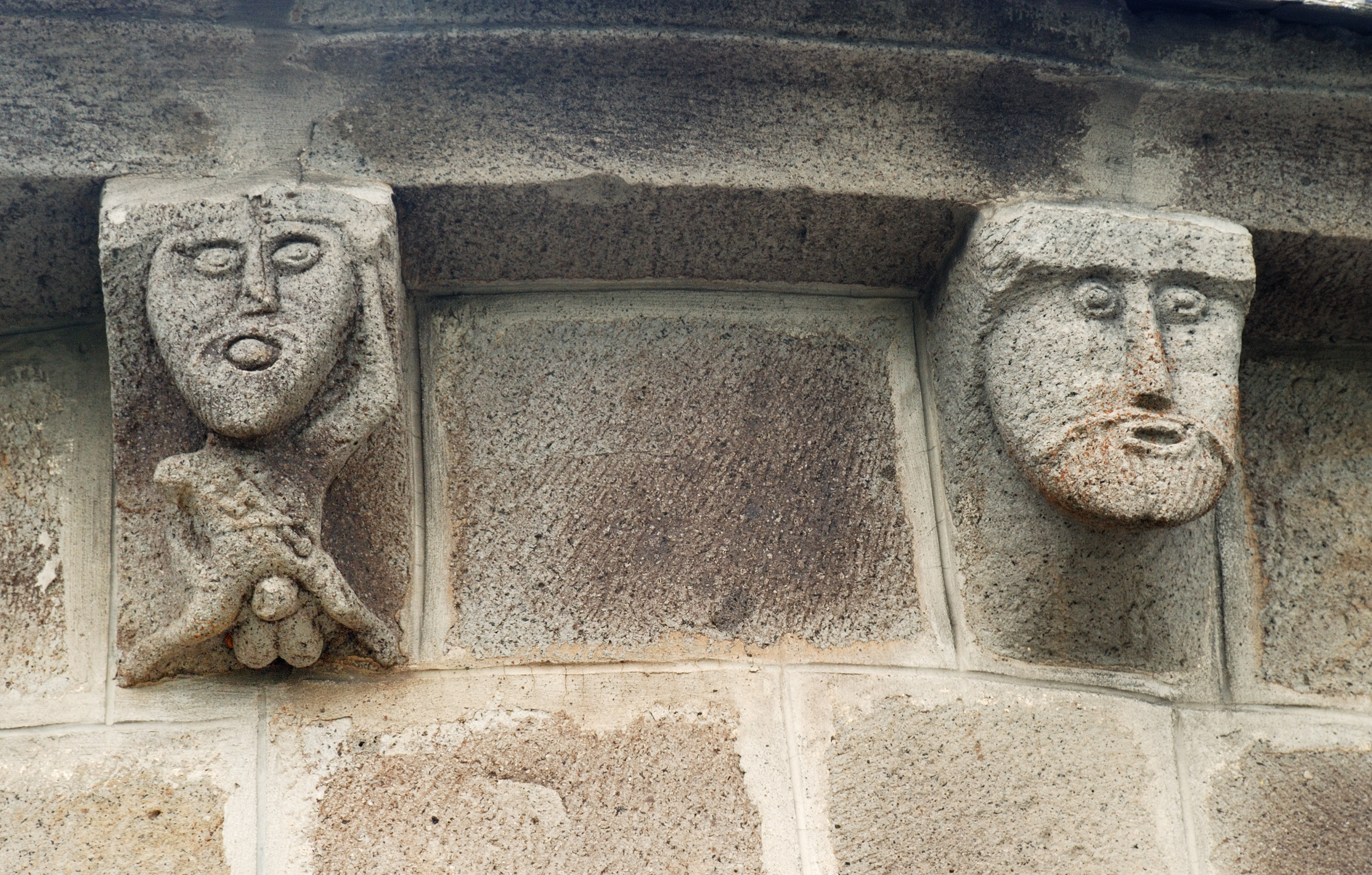
教会のモディヨン

ラ・ゴディヴェルの教会広場には、県有数の大きな泉がある。その設置は、かつての首長の1人に起因する。第一に、冬の間に家畜に水をやるのが困難であったこと（アン・オーまで水をとりにいく必要があった）、公共で消費される水を供給する問題、潜在的な火災が起きる可能性から、ほぼ同時に30頭の動物が水を飲むことができるこの泉の建設が決められた。
サン・ブレーズ教会は一部が12世紀からの建物で、特に後ろ側の持ち送りにある、七つの大罪を表したモディヨン（fr）が有名である。そこには聖母子の興味深い彫像もある。